# 청주 지웰시티 푸르지오
청주 지웰시티 푸르지오(영어: Cheongju GWELL CITY PRUGIO)는 대한민국 충청북도 청주시 흥덕구 복대동에 위치하고 있다. 총 301동과 302동으로 구성되어 있다. 아파트와 오피스텔이 있다. 2016년에 착공하여 2019년에 완공하였다.

## 역사
신영 지웰시티(49층, 158m)가 2010년에 착공하여 2015년에 완공한 후 개장했고 그 주변에는 아파트를 지을 계획이다. 2016년 3월 대농지구에 분양한다고 한다. 같은 해 4월 20일에는 22일에 견본주택을 개관할 예정이라고 한다. 22일 견본주택 개관이 완료되었고 분양 당시 평균 분양가는 899만원이다. 착공 후 2019년 완공 후 같은 해 10월에 개장했다. 완공 후에는 청주시에서 가장 높은 건물이 되었다.

## 구성
| 동 명칭 | 층수 | 높이 |
| ------- | ---- | ---- |
| 301동   | 49층 | 158m |
| 302동   | 49층 | 158m |

## 높이
지상 49층, 지하 4층에 높이는 158m이다. 현재 청주시에서 가장 높은 아파트다. 현재 충청북도에서 가장 높은 아파트다. 신영 지웰시티(지상 45층, 지하 3층, 156m)를 제치고 청주시에서 가장 높은 아파트가 되었다.

## 특징
지웰시티의 마지막 단지다. 단지 내에 어린이집, 노인정, 헬스장 등이 있다. 세대수는 아파트 466세대, 오피스텔 50세대이다. 주차대수는 아파트 689대 (세대당 1.47대), 오피스텔 68대 (세대당 1.36대)이다.

## 내부 시설

### 301동
| 층수                | 시설       |
| ------------------- | ---------- |
| 4층 ~ 49층          | 아파트     |
| 1층 ~ 3층           | 상가       |
| 지하 4층 ~ 지하 1층 | 지하주차장 |

### 302동
| 층수                | 시설       |
| ------------------- | ---------- |
| 3층 ~ 49층          | 아파트     |
| 1층 ~ 2층           | 상가       |
| 지하 4층 ~ 지하 1층 | 지하주차장 |

## 같이 보기
- 대한민국의 마천루 목록
- 충청북도의 마천루 목록
- 청주시의 마천루 목록